# Redes industriais
Definem-se como redes industriais os protocolos de comunicação utilizados para supervisionar e controlar um determinado processo, com uma troca rápida e precisa de informações entre sensores, controladores, CLPs, entre outros componentes do chão de fábrica.
Ambientes industriais são frequentemente muito mais severos, muitas vezes sujeitos a vapor de óleo, interferências eletromagnéticas e vibrações mecânicas, o que torna necessário o uso de cabos blindados e conectores mais resistentes e estanques em uma ou ambas as extremidades do cabo Cat-5 ou Cat-6, como M12 conectores ou conectores M8, em vez dos conectores 8P8C, o que difere bastante dos equipamentos de redes comumente usados em escritórios.
Conforme a indústria cresce, seus processos tornam-se mais complexos e variáveis, necessitando um elevado grau de automação. O desenvolvimento de máquinas automatizadas está intrinsecamente atrelado ao mecanismo de comunicação entre dados. Caso ele não seja eficiente, o equipamento não poderá movimentar-se e operar de forma adequada.